# Satwant Pasricha
Satwant Pasricha - kierowniczka Wydziału Psychologii Klinicznej NIMHANS, Narodowego Instytutu Zdrowia Psychicznego i Nauk o Mózgu w Bangaluru. Była także pracowniczką Wydziału medycyny Uniwersytetu Wirginii w USA. Pasricha zajmuje się badaniem reinkarnacji i doświadczenia śmierci. Badaczka jest współautorką wydanej w 2011 roku książki pt. Making sense of near-death experiences, która w 2012 była wyróżniona jako polecana w kategorii psychiatria przez British Medical Association Book Awards.

## Praca
Pasricha od roku 1973 zbadała i opisała około 500 przypadków reinkarnacji dzieci (nazywanych podmiotami), które utrzymują, że pamiętają swoje poprzednie życia. Badaczka zainteresowała się parapsychologią, ponieważ nie satysfakcjonowały jej konwencjonalne wyjaśnienia niektórych paranormalnych i niezwykłych zachowań.
Pasricha bada nie tylko cechy zjawisk sugerujących zjawisko reinkarnacji występujących w Indiach, ale także sugeruje w cechy wspólne i różnicujące je od tych występujących w innych krajach. Autorka współpracowała z Ianem Stevensonem w badaniach naukowych nad zjawiskiem reinkarnacji rozpoczętych w latach 70.
W grudniu 1980 roku rozpoczęła pracę w NIMHANS na stanowisku wykładowcy klinicznej parapsychologii; a następnie awansowała na stanowisko adiunkta, profesora nadzwyczajnego i kierownika Katedry Psychologii Klinicznej.

## Wybrane publikacje autorki
- Satwant Pasricha, Can the Mind Survive Beyond Death? In Pursuit of Scientific Evidence (2 tomy), New Delhi: Harman Publishing House, 2008. ISBN 81-86622-93-4.
- Satwant Pasricha, Claims of Reincarnation: An Empirical Study of Cases in India, New Delhi: Harman Publishing House, 1990. ISBN 81-85151-27-X.
- Satwant Pasricha, Near-Death Experiences in South India: A Systematic Survey. Journal of Scientific Exploration, 9 (1), 1995.
- Ian Stevenson, Satwant Pasricha and Nicholas McClean-Rice, A Case of the Possession Type in India With Evidence of Paranormal Knowledge. Journal of Scientific Exploration, 3(1):81-101, 1989.